# Microlicia schreineri
Microlicia schreineri är en tvåhjärtbladig växtart som beskrevs av Schwacke och Célestin Alfred Cogniaux. Microlicia schreineri ingår i släktet Microlicia och familjen Melastomataceae. Inga underarter finns listade i Catalogue of Life.